# جوزف نمور پییر لوئیس
جوزف نمور پییر لوئیس (انگلیسی: Joseph Nemours Pierre-Louis; زاده ۲۴ اکتبر ۱۹۰۰ – درگذشته آوریل ۱۹۶۶) سیاستمدار، و وکیل اهل هائیتی بود. وی از ۱۲ دسامبر ۱۹۵۶ تا ۳ فوریه ۱۹۵۷ رئیس‌جمهور موقت هائیتی بود.
پیر لوئیس که تحصیلاتش در فیزیک و حقوق بود، ابتدا استاد فیزیک درکالج فیلیپ گریر بود. پس از کار در سمت استاد حقوق از سال ۱۹۲۸ تا ۱۹۳۷، او قاضی دادگاه شهری کاپ-هائیتین شد. او پس از انقلاب ژانویه ۱۹۴۶ رئیس دادگاه عالی هائیتی شد و این سمت را تا انتخابش به مجلس سنا حفظ کرد.
جوزف نمور پییر لوئیس در آوریل ۱۹۶۶، در سن ۶۵ سالگی درگذشت.